# Trygław
Trygław je největší doposud nalezený bludný balvan v Polsku. Nachází se na hřbitově ve městě Tychowo, v gmině Tychowo, v okrese Białogard, v Západopomořském vojvodství v Polsku. Balvan je celoročně volně přístupný.

## Geomorfologie
| Veličina                 | Hodnota                                     | Poznámka                    |
| ------------------------ | ------------------------------------------- | --------------------------- |
| Hmotnost                 | cca 2000 t                                  |                             |
| Délka                    | 16 m                                        |                             |
| Šířka                    | 11 m                                        |                             |
| Výška                    | 7,8 m                                       | včetně cca 4 metrů pod zemí |
| Objem                    | cca 700 m3                                  |                             |
| Charakteristická Hustota | cca 2857,1 kg/m3                            |                             |
| materiál                 | tmavě šedá rula                             |                             |
| povrch                   | rýhy vzniklé činností ledovce v době ledové |                             |
| původ                    | Fennoskandinávie                            |                             |

## Další informace
Název balvanu je odvozen podle slovanské modly Triglava, který zde měl svůj kult. Na balvanu je umístěn kříž s Ježíšem Kristem z roku 1874. Balvan je opředen několika pověstmi. Od roku 1954 je přírodní památkou. Od roku 1996 je součástí znaku Tychowa. Jedenkrát ročně na Slavnost Všech svatých se na balvanu koná katolická bohoslužba.

## Galerie

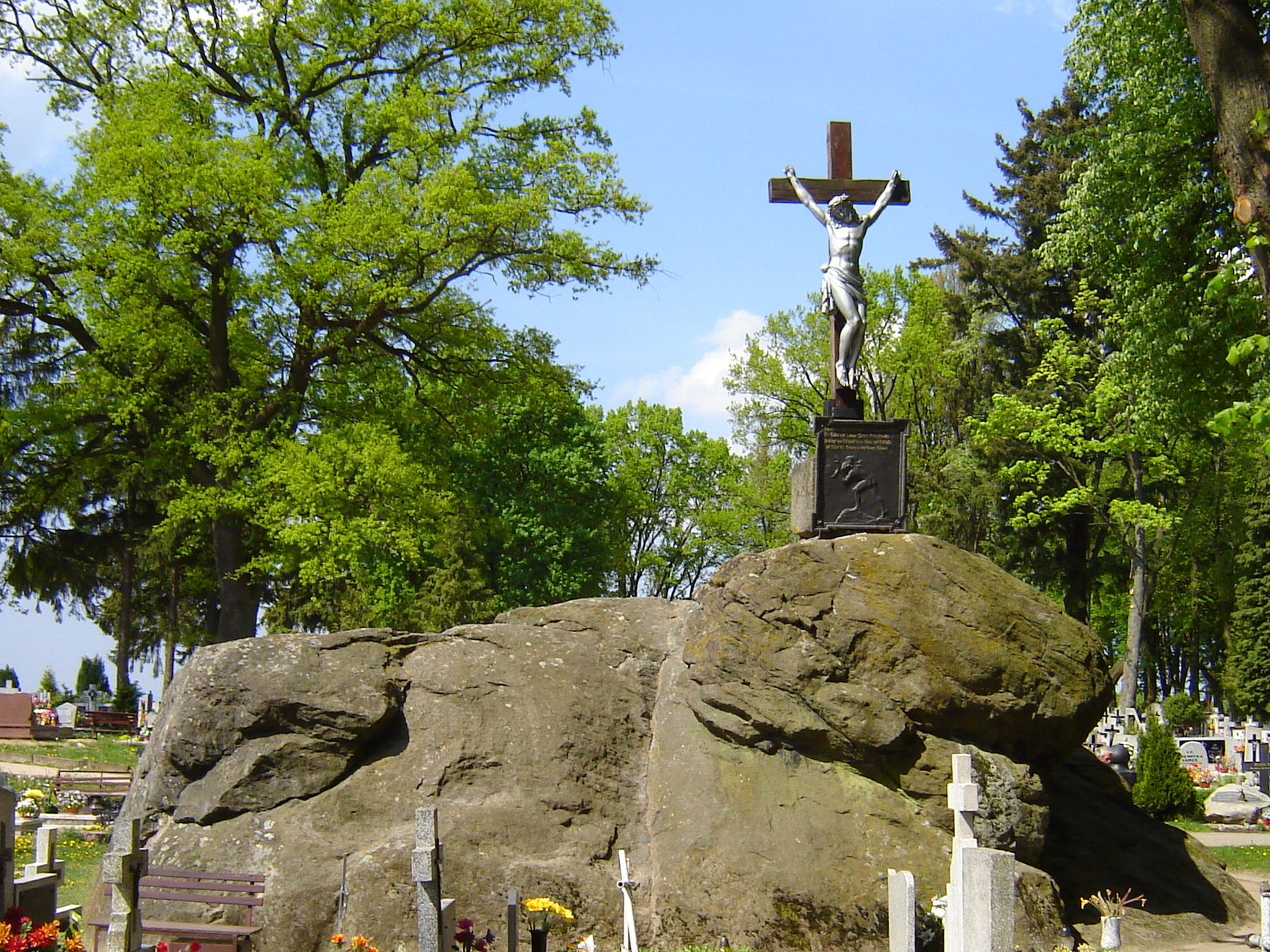
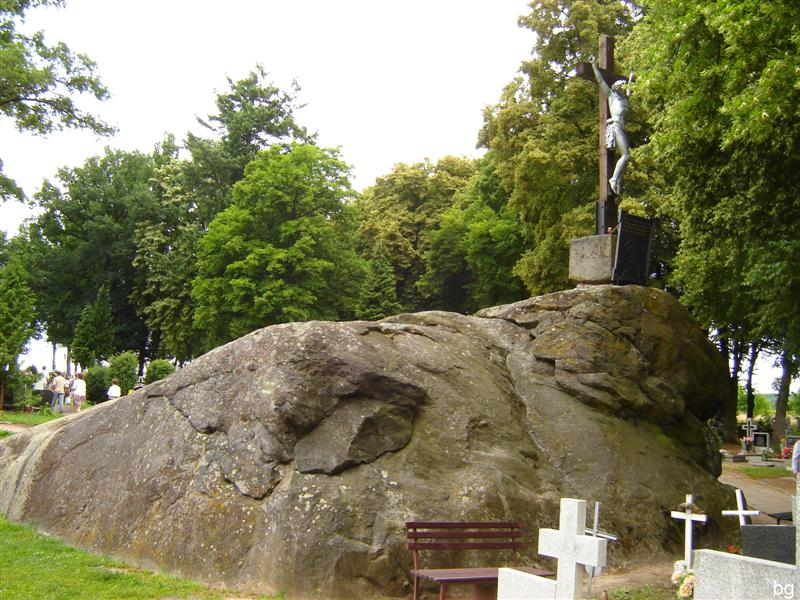
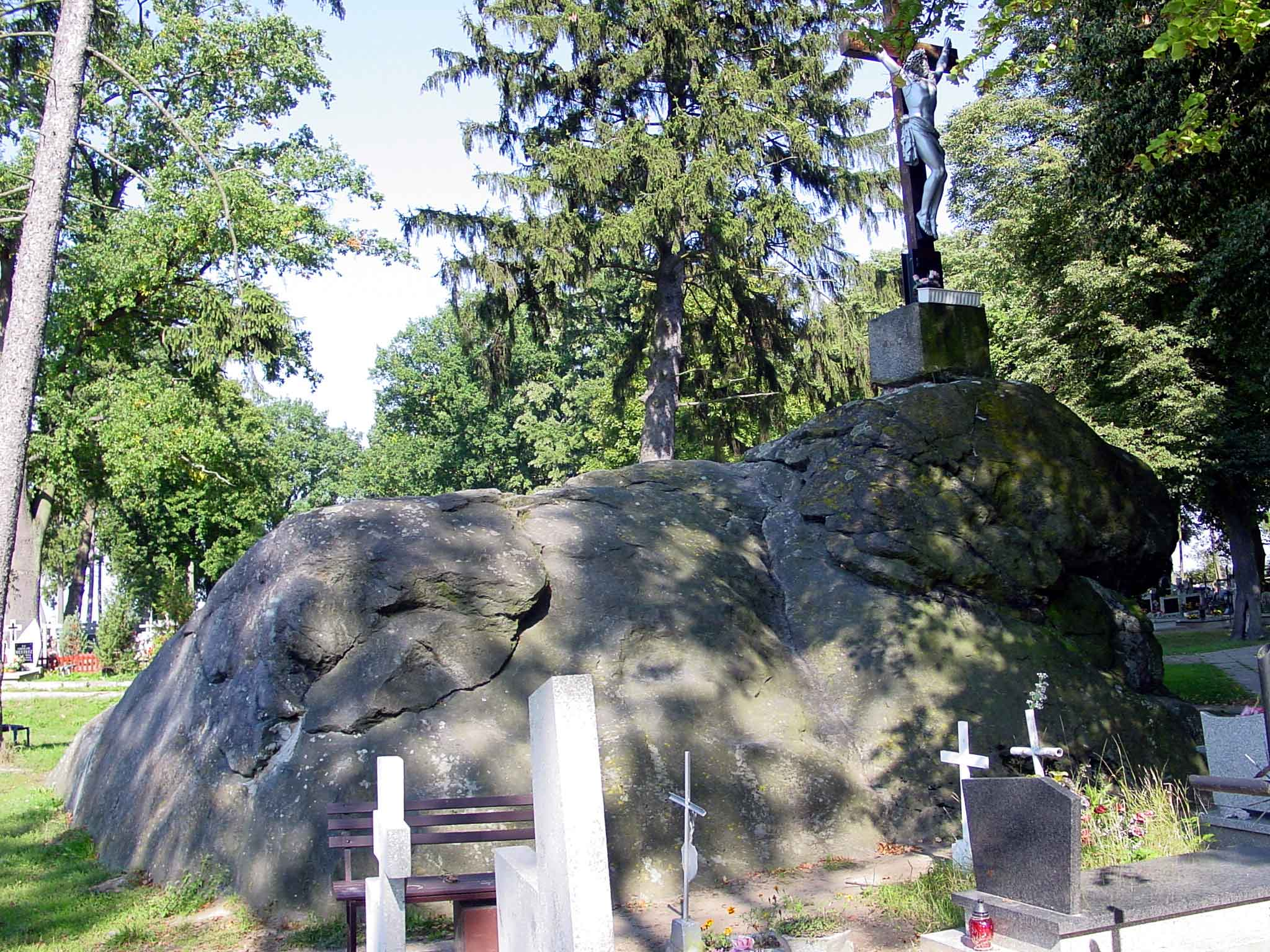
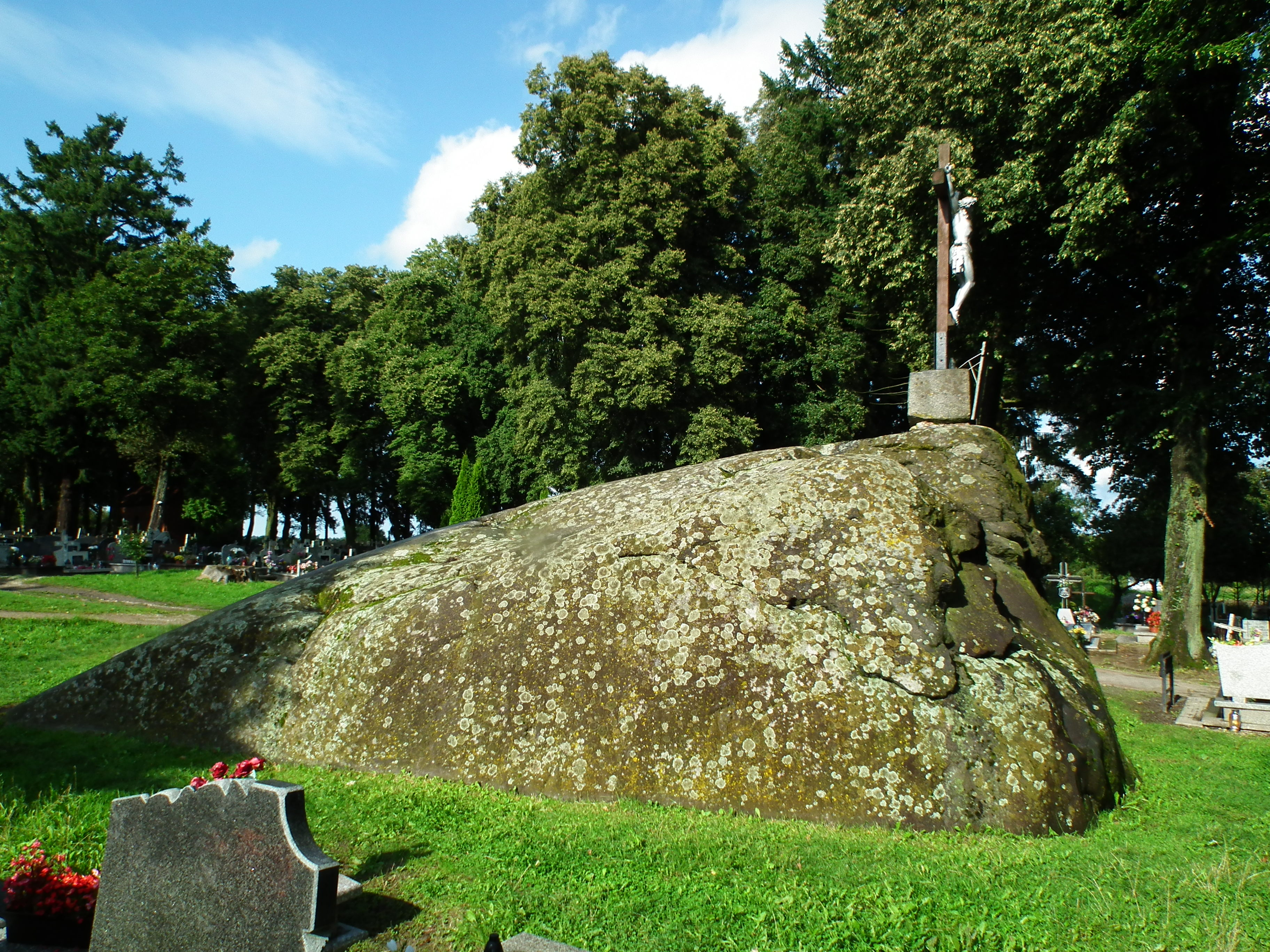
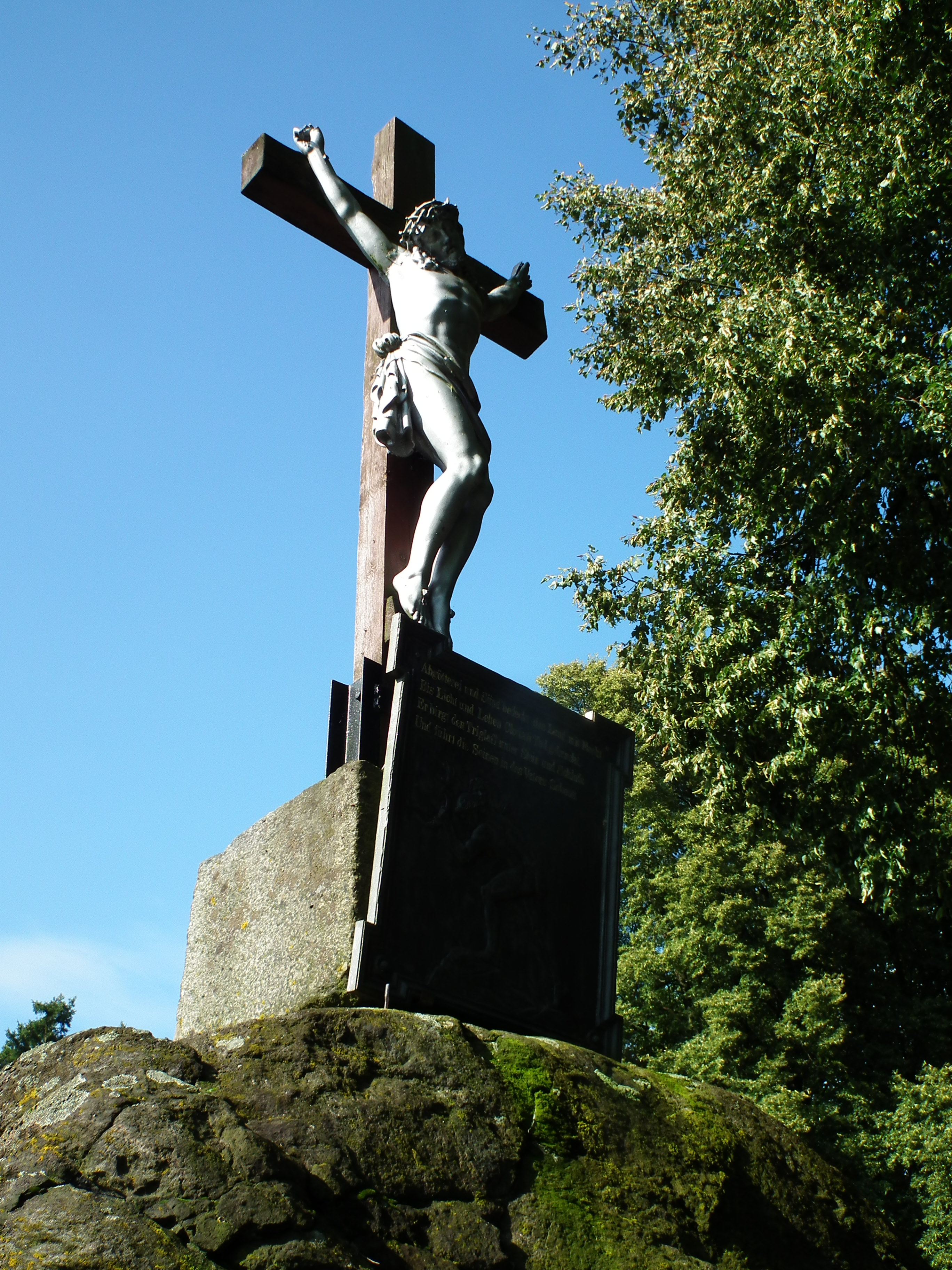